# W.W. Jacobs
William Wymark "W. W." Jacobs (8 tháng 9 năm1863 – 1 tháng 9 năm 1943) là nhà thơ và nhà văn viết truyện ngắn người Anh. Dù phần lớn tác phẩm của ông đều hài hước, ông lại nổi tiếng hơn với truyện ngắn kinh dị Bàn tay khỉ

## Tuổi thơ
Jacobs sinh ra ở Wapping.London, cha là quản lý cảng Nam Devon. Ông được đào tạo trong một trường tư ở London và sau đó là cao đẳng Birkbeck (Sau có tên là Học viện văn học và khoa học Birkbeck, một phần của trường đại học London).

## Sự nghiệp

### Khởi đầu
Năm 1879, Jacobs bắt đầu làm thư ký dịch vụ quân sự cho Ngân hàng Bưu điện, và năm 1885 ông phát hành truyện ngắn đầu tiên của mình. Đường công danh của ông đến khá chậm: Tác phẩm của Arnold Bennett năm 1898 nổi bật đến nỗi Jacobs phải từ chối khoản tiền công £500 cho 6 truyện ngắn của ông. Jacobs đã có đủ tiền để rời khỏi Ngân hàng Bưu điện năm 1899.

### Văn chương
Jacobs được nhắc đến với các tác phẩm như Bàn tay khỉ, Ngôi nhà chuông và Jerry Bundler... Lĩnh vực ông ưa thích là thủy sinh học: "Những người đàn ông đi xuống biển trong những con tàu có trọng tải vừa phải" - tạp chi Punch,phê bình về tập truyện đầu tiên của ông Many Cargoes (Nhiều loại hàng), đã đạt nhiều thành công khi phát hành năm 1896. Michael Sadleir mô tả truyện giả tưởng của Jacobs: "Ông viết ba loại truyện - tai nạn của những thủy thủ dạt bờ, sự ranh mãnh khéo léo của một ngôi làng thông minh và tích truyện về những thứ rùng rợn".
Quá trình viết truyện ngắn của Jacobs bị gián đoạn bởi Thế Chiến I, và nỗ lực viết văn của ông trong giai đoạn sau đó đến khi ông mất chủ yếu là cống hiến truyện ngắn cho sân khấu.

## Đời tư
Jacobs cưới vợ, bà Agnes Eleanor Williams, vào năm 1900 và có với bà một cô con gái ở Kings Place Road, Buckhurst Hill, Essex. Vào thời điểm này ông đã có thể thuê một người đầy tớ và một đầu bếp. Chị ruột và chị dâu của Jacobs cũng sống cùng với họ.
Jacobs chuyển đến sống ở Loughton, Essex, nơi ông có hai ngôi nhà,Outlook ở đồi Park và Feltham ở đồi Goldings.
Jacob mất ở Hornsey Lane, Islington, London.

## Các tập truyện nổi tiếng
- Many Cargoes (Nhiều loại hàng)
- The Skipper's Wooing and The Brown Man's Servant (Lời ve vãn của Skipper với người tôi tớ da đen)
- Sea Urchins (Nhím biển)
- A Master of Craft (Bậc thầy thủ công)
- The Lady of the Barge (Quý bà xà lan) - Bàn tay khỉ thuộc tập truyện này
- Dialstone Lane (Con ngõ Dialstone)
- At Sunwich Port (Tại cảng Sunwich)
- Odd Craft (Mỹ nghệ kỳ lạ) * Chứa Đậu mùa khỉ
- Sailors' Knots (Nút thắt thủy thủ) * Chứa Ngôi nhà chuông

## Các bộ phim lấy ý tưởng
- Bậc thầy thủ công 1922
- Quan hệ của chúng ta 1936 (Từ Đậu mùa khỉ)
- Bước chân trong sương mù 1955 (Từ Sự gián đoạn)
- Bàn tay khỉ 2011